# Братство чорноголових
Братство чорноголових (нім. Bruderschaft der Schwarzhäupter; ест. Mustpeade vennaskond ; латис. Melngalvju brālības) — це асоціація місцевих неодружених чоловіків — торговців, власників суден та іноземців, яка діяла в Ліфляндії (сучасні Естонія та Латвія) з середини XIV століття до 1940 року, і досі діє в Гамбурзі. Братство Чорноголових було засновано як військову організацію, але її невійськові аспекти поступово ставали більш виразними, допоки Братство не стало переважно громадською організацією після закінчення Великої Північної війни.

## Історія
Братство бере свій початок від групи іноземних купців, які за легендою брали участь в обороні Ревеля (сучасний Таллінн) під час повстання Юр'євої ночі між 1343 і 1345 роками, коли естонці невдало намагалися винищити всіх іноземців і викорінити християнство з Естонії. Найдавніша документальна згадка про Братство міститься в угоді з Талліннським домініканським монастирем від 28 березня 1400 року, яка підтверджує право власності Чорноголових на всі священні церковні речі, які вони залишили в домініканській церкві Св. Катерини. У цій же угоді Чорноголові зобов'язуються прикрасити й освітлити вівтар Св. Марії, який братство замовило для костелу, а домініканці в свою чергу зобов'язуються відправляти служби перед цим вівтарем для благословення душ Чорноголових. 12 вересня 1407 року міська рада Таллінна ратифікувала статут Братства, також відомого як Великі права. Статут Ризького братства датується 1416 роком.
Згідно з Великими правами в Таллінні, Братство Чорноголових зобов'язалося захищати місто від будь-якого ворожого вторгнення. Серед інших повинностей братство надало місту кінний загін. Чорноголові кавалеристи патрулювали міську стіну, і шість з них щовечора здійснювали обходи всередині стіни після того, як міські ворота замикалися на заході сонця. У 1526 році Братство подарувало міській раді Таллінна 8 каменеметальних машин, 20 лафетів і 66 малокаліберних гармат. Гроші були пожертвувані на виготовлення гармат для Нарви, і було передбачено, щоб на всіх гарматах був герб Чорноголових.
Під час 25-річної Лівонської війни (1558—1583) члени Братства Чорноголових у Таллінні брали участь у багатьох битвах і успішно допомагали захищати місто від росіян, які невдало обложили Таллінн у 1570—1571 і знову в 1577 році.
Після Північної війни 1700—1721 років Ліфляндія увійшла до складу Російської імперії. Ганзейські міста в Лівонії значною мірою втратили значення, яким вони користувалися в середні віки, і Братство Чорноголових поступово перетворилося з військового товариства на переважно соціальну організацію. Хоча лицарський кодекс честі, якого підписалося Братство, і правила ближнього бою були в основному збережені, військове значення Чорноголових поступово зменшувалося. Проте в Таллінні кавалерійський загін з власною уніформою проіснував до 1887 року.
У 18 і 19 століттях місцеві братства чорноголових були важливими як громадські організації, які спонсорували соціальні заходи, такі як вечірки та концерти, і збирали предмети образотворчого мистецтва. У Таллінні та Ризі будинки Братства, разом із середньовічними традиціями, які досі практикували в них, стали важливими культурними та соціальними центрами для соціальних еліт. У 1895 році Братство Чорноголових у Таллінні було офіційно перетворено в Клуб Чорноголових. Братства в Таллінні та Ризі діяли в незалежних Естонії та Латвії до початку радянської окупації країн Балтії в 1940 році, коли окупаційна влада розпустила Братство. Більшість учасників змогли втекти до Німеччини, де намагалися продовжити свої традиції. У 1961 році Братство Чорноголових було офіційно зареєстровано в Гамбурзі, де воно існує донині.

## Членство
Спочатку членство Братства Чорноголових у Таллінні включало в основному купців, які ще не мали права на членство у Великій гільдії: купці, які юридично не були незалежними або не мали відкритого бізнесу в Таллінні, місцеві неодружені купці та іноземні купці. Членами також були ювеліри, хіміки, науковці та шкільні вчителі. Талліннським Братством Чорноголових керували два настоятелі, які обиралися з числа членів Братства. Згодом увійшло в звичай, що після одруження Чорноголові приєднувалися до Великої гільдії. Члени Братства в Таллінні мали вільний доступ до Ратуші, яку вони могли використовувати для своїх зібрань до 1540 року, коли їх звідти вигнали після конфлікту між Братством і Великою гільдією.

## Регіональна структура

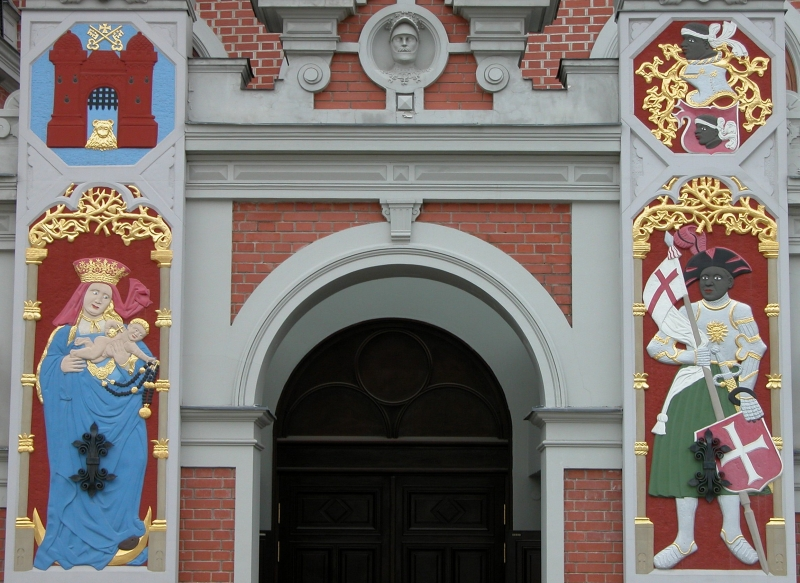
Портал Дому Чорноголових у Ризі з рельєфами Св. Марії та Св. Маврикія.

Братство Чорноголових було поділено на місцеві автономні організації, які володіли так званими Будинками Чорноголових у понад 20 містах Естонії та Латвії, включаючи Таллінн, Ригу, Тарту та Пярну . У 17 столітті братство Чорноголових також було створено у Вісмарі, Німеччина . Будинок Братства Чорноголових у Таллінні — єдиний, який дійшов неушкодженим до 21 століття. Братство орендувало нерухомість на вулиці Пікк, 24-26 у Таллінні ще в 1406 році. У 1531 році Чорноголові придбали будівлю у міського радника Йоганна Віанта та його дружини Керстіни Бретгольт (Брайтольц) і перебудували її в стилі ренесансу того періоду. Він залишався у володінні Чорноголових до літа 1940 року, коли Радянський Союз окупував і анексував Естонію. Не менш чудовий Будинок Чорноголових у Ризі, який був проданий Чорноголовим у 1713 році, був зруйнований 28 червня 1941 року, коли німецька армія завоювала Ригу, а згорілі стіни були знесені радянською владою в 1948 році. Будинок Чорноголових у Ризі був реконструйований між 1995 і 2000 роками .

## Повсякденне життя
У середні віки відомі купці з Братства Чорноголових у Таллінні, відомі як «старша лава», повинні були відвідувати щоденні збори Великої гільдії, щоб ознайомитися з поточною ситуацією в торгівлі та мистецтвом комерції в загальний. Члени Братства збиралися майже щовечора, щоб «відпочити від чесної праці».
Двічі на рік Братство відзначало свята: наприкінці навігаційного сезону з 24 грудня по 10 січня, Різдво і Новий рік, а також від Великодня до початку навігаційного сезону. Обидва свята починалися з офіційної сесії, на якій вирішувалися організаційні питання, і продовжувалися бенкетами, танцями та гуляннями, що інколи охоплювали все місто.
Звичай встановлення різдвяної ялинки можна історично простежити до таких заходів у 15-му та 16-му століттях. Відповідно до перших задокументованих випадків використання ялинки в Естонії, у 1441, 1442 та 1514 роках Братство встановлювало ялинку на свята у своєму братському домі в Таллінні. В останній вечір передсвяткових урочистостей ялинку виносили на Ратушну площу, де учасники братства водили навколо неї хороводи. У 1584 році пастор і літописець Бальтазар Руссов писав про усталену традицію встановлювати прикрашену ялинку на ринковій площі в Таллінні, де юнаки «йшли з групою дівчат і жінок, спочатку там співали і танцювали, а потім встановлювали ялинку». Перший опис ялинки, використаний Братством у Ризі в 1510 році, нагадує описи з Таллінна.
Саме під час святкувань, які відбуваються раз на два роки, було прийнято нових членів. Стати членом міг кожен, хто раніше відвідував бенкети Братства, визнані «гідними». Імена нових членів були вписані в Книгу Братства, і всі члени використовували свої високі та тонкі келихи, відомі як «оленячі лапки», щоб пити за здоров'я нового брата. Деякий час нові члени повинні були служити своїм «старшим» братам за столом і виконувати інші обов'язки.
Відносини між братами були суворо регламентовані, а будь-яке відхилення від встановленої норми каралося. У Таллінні, наприклад, якщо хтось лаяв брата-члена, він мав заплатити штраф у розмірі 1 марки; штраф піднімали до 2 марок, якщо один брат бив іншого по обличчю або у вухо, і до 3 марок, якщо удари було нанесено повторно. Існували жорсткіші штрафи за публічні правопорушення. Також карався пропуск обрядових трапез, гулянь і церковних служб. Багато штрафів потрібно було сплачувати воском, який був цінним товаром у середні віки; віск використовувався для освітлення власних залів і церков, яким опікувалося місцеве братство. Великий штраф — п'ять фунтів воску — повинен був заплатити брат, який «схопив іншого члена за волосся або жбурнув йому пиво в обличчя».

## Символи

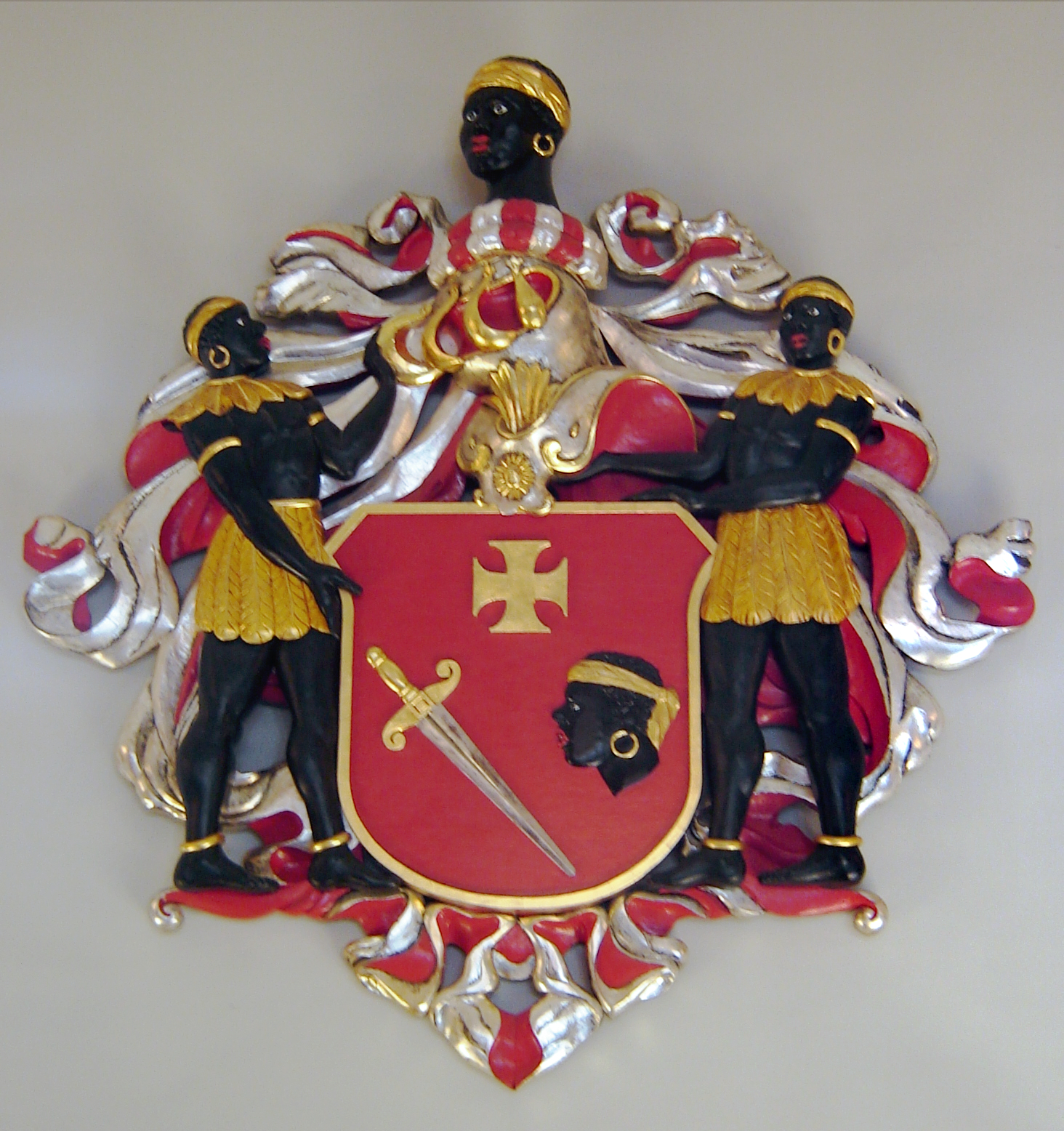
Герб Братства Чорноголових

Точне походження терміна невідоме. Покровителем Братства Чорноголових є чорношкірий єгипетський християнин Святий Моріс, голова якого також зображена на гербі Братства. Чи святого покровителя обрали через ім'я, чи святий стоїть перед ім'ям, залишається нез'ясованим.

## Значення і спадщина
Виникнення та особливості Братства Чорноголових як військової організації та комерційної асоціації є унікальною в європейській історії. Військовий аспект Братства можна віднести до його заснування під час останнього великого антихристиянського повстання корінного населення Північної Європи на хвилі Північних хрестових походів . Комерційний аспект Братства відображає його походження в перші дні Ганзейської ліги, яка ознаменувала початок нової ери, менш військової, а більше комерційної, орієнтованої в Північній Європі.
Деякі традиції Чорноголових збереглися в звичаях Балтійсько-німецького корпусу та естонських і латвійських студентських корпорацій. Як правило, більшість корпорацій приймає нових членів двічі на рік. Церемонія вживання алкоголю, вишукані посудини для пиття, особистий кодекс честі та суворі правила, що регулюють стосунки між членами, включаючи інституційні штрафи та покарання, багато в чому нагадують традиції Чорноголових. Військовий аспект Братства зберігся в церемоніальному використанні спеціальних мечів . У регіональній структурі Ліги оборони Естонії члени корпорації в колишніх центрах Чорноголових Таллінн і Тарту утримують власні військові малевконди (основні підрозділи малевів), основним обов'язком яких є захист відповідних міст від можливого ворожого вторгнення.